# Луве, Мари Жюльетта
Мари Жюльетта Луве (Пьерреваль, 9 мая 1867 — Париж, 24 сентября 1930) — французская певица, любовница князя Монако Луи II и мать его единственной дочери, Шарлотты.
Известная как Жюльетта, Луве была дочерью Жака Анри Луве (Пьерреваль, 10 сентября 1830 — Руан, 7 сентября 1910) и его первой жены, Жозефины Эльмиры Пьедефе.
Она вышла замуж за фотографа Ашиля Деламе 6 октября 1885. У них было двое детей, Жорж (1884—1955) и Маргарита (1886—1894).
Затем она стала певицей в кабаре, а затем — любовницей Луи II. Их дочь Шарлотта родилась в городе Константина 30 сентября 1898 года. От её брака с графом Полиньяком происходят нынешние правители Монако.